# Gyokudō Kawai
Gyokudō Kawai (川合 玉堂, 24 novembre 1873 - 30 juin 1957) est le pseudonyme d'un peintre japonais de l'école nihonga, actif de l'ère Meiji à l'ère Shōwa. Son nom véritable est Kawai Yoshisaburō.
Gyokudō naît à Ichinomiya, préfecture d'Aichi, fils ainé d'un marchant d'encre, de papier et de pinceaux. Il se rend à Kyoto en 1887 pour étudier auprès de Kōno Bairei de l'école de peinture Maruyama-Shijō. En 1896, il s'installe à Tokyo et devient étudiant de Hashimoto Gahō, de l'école Kanō. Il étudie également la peinture Yō-ga (peinture de style occidental) et développe un style très personnel, notamment dans le domaine des paysages. 
Gyokudō est connu pour ses œuvres polychromes et parfois monochromes, représentant les montagnes et les rivières du Japon au cours des quatre saisons, avec des personnages et des animaux présentés dans un cadre naturel. Parmi ses œuvres représentatives on compte Futsuka zuki (« La nouvelle Lune »), Yuku haru (« La Fin du printemps »),  Mine-no-yu (« Un soir au sommet de la montagne ») et Bosetsu (« Neige du soir »).
En 1898, Gyokudō se joint à Okakura Tenshin et Yokoyama Taikan pour créer le Nihon Bijutsuin (institut japonais des beaux-arts). En 1907, Gyokudo est choisi pour être juge de la première exposition Bunten annuelle. Il devient professeur au Tokyo Bijutsu Gakkō (prédécesseur de l'Université des arts de Tokyo) en 1919.
En 1940, il est décoré de l'Ordre de la Culture. 
La plupart de ses œuvres sont conservées et exposées au Musée d'Art Gyokudō, à Oume.

## Œuvres majeures
- « Printemps éphémère » (1916)
- « Pluie teintée » (1940)

## Référence
- (en) Cet article est partiellement ou en totalité issu de l’article de Wikipédia en anglais intitulé « Kawai Gyokudō » (voir la liste des auteurs).